# مربی در ساحل
مربی در ساحل (انگلیسی: Trainer on the Beach) یک فیلم کمدی ایتالیایی به کارگردانی سرجو مارتینو است که در سال ۱۹۸۴ منتشر شد.
برخی از خبرنگاران ورزشی، مربیان و فوتبالیست‌های مشهور آن دوران در این فیلم حضور افتخاری داشتند.

## بازیگران
- لینو بانفی
- لیچینیا لنتینی
- کامیلو میلی
- جولیانا کالاندرا
- آندرئا رونکاتو
- جیجی ساماراکی
- نیلس لیدهولم
- جانکارلو دِ سیستی
- روبرتو پروزو
- فرانچسکو گراتسیانی
- کارلو آنچلوتی
- اسکار دامیانی
- لوچانو سپینوسی
- زیکو
- سرجو سانتارینی
- گیلا گولان
- جینو پانیانی
- جان پیرو گالئاتسی